# Chang Feng-hsu

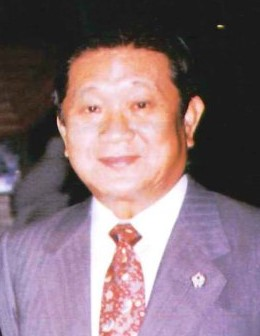
Chang Feng-hsu

Chang Feng-hsu (chinesisch 張豐緒, Pinyin Zhāng Fēngxù; * 5. August 1928 in Mantan, Tōkō, Präfektur Takao, Generalgouvernement Taiwan, Japanisches Kaiserreich, heute: Wandan, Landkreis Pingtung; † 1. Juni 2014 in Beitou, Taipeh) war ein taiwanischer Politiker der Kuomintang, der unter anderem zwischen 1972 und 1976 Bürgermeister von Taipeh sowie von 1976 bis 1978 Innenminister der Republik China (Taiwan) war.

## Leben
Chang Feng-hsu wurde am 2. Juni 1964 als Nachfolger von Lee Shih-chang Landrat des Landkreises Pingtung und bekleidete dieses Amt bis zum 1. Februar 1973, woraufhin Ke Wen-fu neuer Landrat wurde. Bereits am 10. Juni 1972 löste er Henry Kao als Bürgermeister von Taipeh ab und verblieb in diesem Amt bis zu seiner Ablösung durch Lin Yang-kang am 11. Juni 1976.
Daraufhin übernahm Chang am 11. Juni 1976 von Lin Chin-sheng das Amt als Innenminister der Republik China und bekleidete das Amt in der Regierung von Premierminister Chiang Ching-kuo bis zum 1. Juni 1978, woraufhin Chiu Chuang-huan neuer Innenminister wurde.
Im Anschluss fungierte er von 1978 bis 1990 als Minister ohne Geschäftsbereich in den Regierungen der Premierminister Hsu Ching-chung (1978) Sun Yun-suan (1978 bis 1984) Yu Kuo-hwa (1984 bis 1989) und Lee Huan (1989 bis 1990). Darüber hinaus löste er im September 1987 Cheng Wei-yuan als Präsident des Olympischen Komitees von Chinesisch Taipeh und bekleidete diese Funktion bis zu seiner Ablösung durch Huang Ta-chou am 19. Januar 1998. Gleichzeitig fungierte er zwischen 1987 und 1994 als Vorsitzender des National-Chinesischen Amateur-Leichtathletikverbandes.